# Osman Karabegović
Osman Karabegović (Banja Luka, 7. rujna 1911. — Beograd, 24. lipnja 1996.), bosanskohercegovački je sudionik Narodnooslobodilačke borbe, društveno-politički djelatnik i narodni heroj Jugoslavije bošnjačkog podrijetla.

## Životopis
Osman Karabegović rođen je 7. rujna 1911. godine u Banjoj Luci. Pohađao je gimnaziju i bio aktivist udruge „Mlada Jugoslavija“. U KPJ je primljen 1932. godine a iste godine istjeran iz škole zbog sudioništvaa u đačkom štrajku. Posljednji razred gimnazije završio je u Sarajevu 1933. godine.
Zbog aktivnosti u SKOJ-u i Partiji bio je uhićen. Na saslušanju su ga tukli korbačem. Pušten je iz zatvora pod pritiskom demokratske javnosti.  Karabegović je 1933. godine upisao veterinu u Zagrebu. Uključio se u rad SKOJ-a i Partije. Zbog te aktivnosti bio je više puta uhićivan od zagrebačke policije. 1935. godine protjeran je u Banju Luku. Školske 1936./37. upisao se na medicinu u Beogradu i postao jednim od najaktivnih studenata i komunista, pa je izabran za člana Univerzitetskog komiteta SKOJ-a i člana Akcionog odbora u Beogradu. Sudionik je svih demonstracija protiv režima, pa je više puta uhićivan i premlaćivan.
Kada je počeo Drugi svjetski rat, Karabegović se vraća u Banju Luku. Izabran je za člana Oblasnog komiteta KPJ za Bosansku krajinu. Jedan je od organizatora savjetovanja koje je održano početkom lipnja 1941. godine na Šehitlucima, iznad Banjaluke. To je bio posljednji dogovor komunista u pripremi ustanka u Bosanskoj krajini. U drugoj polovici lipnja 1941. godine on obilazi Prijedor, Bosanski Novi, Krupu i Bihać, održava sastanke s vojnim povjerenicima i stranačkim komitetima i prenosi usvojene odluke rukovodstva KPJ u svezi s pripremama ustanka. Početkom srpnja 1941. godine zajedno s Josipom Mažarom Šošom obišao je Bosanski Petrovac i Dvor i formirao vojne komitete za pripreme oružane borbe.
Uoči samog ustanka, 25. srpnja 1941. godine prisustvovao je savjetovanju u Orlovcima kod Prijedora, gdje je izvršen raspored. Karabegović je, zajedno s dr. Mladenom Stojanovićem, upućen na Kozaru organizirati ustanak. S dr. Mladenom Stojanovićem, Josipom Mažarom Šošom i drugim prijedorskim, novskim i dubičkim komunistima organizirao je oružane skupine i akcije. Već u kolovozu 1941. godine, kada je formiran Drugi krajiški NOP odred, postao je njegovim prvim političkim komesarom. Početkom listopada 1941. godine sudjelovao je na vojnom savjetovanju koje je održano u glavnom stožeru za Bosnu i Hercegovinu na Romaniji.
Jedan je od organizatora oblasnog Partijskog savjetovanja za Bosansku krajinu, održanom 22. veljače 1942. godine u Kneževu. Tada je Karabegović postavljen za političkog komesara Operativnog štaba za Bosansku krajinu, a krajem 1942. godine, kada je formiran Prvi bosanski korpus, postavljen je za njegovog političkog komesara. Do kraja rata, između ostaloga, bio je tajnik Oblasnog komiteta KPJ za Bosansku krajinu, član Pokrajinskog komiteta KPJ i član Glavnog štaba NOV i PO za Bosnu i Hercegovinu. Sudjelovao je kao vijećnik na I i II zasjedanju AVNOJ-a i na oba dva zasjedanja ZAVNOBiH-a.
Nakon oslobođenja Jugoslavije, vršio je niz odgovornih političkih dužnosti, kao što su: poslanik Skupštine FNRJ od 1946. do 1974. godine, 
član Savezne vlade od 1947. do 1956. godine i predsjednik Izvršnog vijeća Narodne skupštine NR BiH od 1956. do 1963. godine. Istodobno bio je i član CK SKJ, od 1948. godine, a jedno vrijeme i član Predsjedništva CK SKJ.
Godine 1974. isključen je iz Partije, zbog „suprotstavljanja politici SKJ“. Umro je 24. lipnja 1996. godine u Beogradu. Pokopan je u Aleji narodnih heroja na beogradskom Novom groblju. 

## Odličja
Nositelj je Partizanske spomenice 1941. i i drugih jugoslavenskih odličja. Ordenom narodnog heroja Jugoslavije odlikovan je 23. jula 1952. godine.

## Vanjske poveznice
- Vojna enciklopedija (knjiga četvrta), Beograd, 1972.
- Narodni heroji Jugoslavije, „Mladost“ Beograd, 1975.